# Лерман, Генри
Генри Лерман (англ. Henry M. Lehrman; 30 марта 1886, Вена — 7 ноября 1946, Лос-Анджелес) — американский киноактёр, режиссёр, продюсер и сценарист австрийского происхождения эпохи немого кино.

## Биография
Родился в Вене в еврейской семье. Учился в коммерческой академии, служил в австрийской армии в Перемышле. Эмигрировал в Америку в 1908 году, работал вагоновожатым.
Он начал свою карьеру в 1909 году в качестве актёра в Biograph Studios, где он получил работу, выдавая себя за бывшего сотрудника известный французский компании «Pathé». Он появился в нескольких фильмах режиссёра Дэвида Гриффита, прежде чем снял свой первый фильм. Затем, вместе со своим коллегой Маком Сеннеттом переехал на Западное побережье, где они основали знаменитую кинокомпанию Keystone Studios. Лерман был также режиссёром первых фильмов Чарли Чаплина. В 1916 году он основал свою собственную студию L-KO, которая специализировалась на съемках комедийных фильмов, а в 1916 году начал работать в корпорации Fox Film. В 1920 году он познакомился и обручился с молодой актрисой Вирджинией Рапп, чья смерть вызвала один из крупнейших скандалов Голливуда. Его карьера прекратилась с наступлением эры звукового кино, к которому он не смог приспособиться.
Умер от инфаркта, похоронен на кладбище Hollywood Forever рядом с Вирджиней Рапп.

## Избранная фильмография
- 1914 — Зарабатывая на жизнь
- 1914 — Необыкновенно затруднительное положение Мэйбл
- 1914 — Между двумя ливнями
- 1914 — Детские автомобильные гонки